# Johnny Carson
John William "Johnny" Carson (Corning, 23 ottobre 1925 – Los Angeles, 23 gennaio 2005) è stato un conduttore televisivo e comico statunitense, noto per aver condotto per oltre trent'anni il popolare The Tonight Show, per l'emittente statunitense NBC.
Durante la seconda guerra mondiale, Carson prestò servizio in marina. Nel dopoguerra, cominciò una carriera alla radio. Anche se il suo show riscuoteva un grande successo già alla fine degli anni sessanta, fu durante gli anni settanta che egli divenne un'istituzione della televisione statunitense, e rimase tale fino al suo ritiro dalle scene nel 1992. Il suo stile si caratterizzava per un approccio di conversazione rilassato, con grande interazione da parte degli ospiti, un atteggiamento condiviso anche dai precedenti conduttori del Tonight Show Steve Allen e Jack Paar. David Letterman citò sempre Carson come una delle sue influenze principali.

## Biografia
Nasce a Corning, Iowa, negli Stati Uniti. Trasferitosi in Nebraska, inizia la sua carriera con giochi di prestigio all'età di 14 anni, presentandosi come "The Great Carsoni". Dopo esser stato nella marina, si laureò nell'Università del Nebraska nel 1949 e andò in California l'anno successivo, dove lavorò per diversi programmi televisivi e radiofonici. Si trasferì nel 1956 a New York, dove dal 1958 al 1963 presentò il quiz televisivo Who Do You Trust?, il programma diurno più seguito della emittente ABC.
È apparso per la prima volta al Tonight Show nel 1958 e ne è divenuto presentatore fisso dal 1962 fino al 1992. È diventato quindi l'icona di The Tonight Show, avendolo condotto per più di 30 anni ed essendo in effetti il conduttore che lo ha presentato per il più lungo periodo di tempo. Al suo ritiro nel 1992 fu sostituito da Jay Leno e fu trattato quasi come un'istituzione nazionale negli Stati Uniti. Infatti Carson nel 1987 è entrato nella Television Academy Hall of Fame. Ha vinto anche altri premi, come 6 Emmy Awards e un George Foster Peabody Award.
È stato premiato con la Medaglia Presidenziale della Libertà (Presidential Medal of Freedom) nel 1992 e ha ricevuto il Kennedy Center Honors nel 1993. È stata inserita una stella a suo nome nella Hollywood Walk of Fame. Si è sposato quattro volte. Le sue mogli sono state: Joan Walcott (1949-1963), Joanne Copeland (1963-1972), Joanna Holland (1972-1985), Alexis Mass (1987-2005). Il 19 marzo 1999 a Carson viene un infarto e il 23 gennaio 2005 muore alle 6:50 del mattino, ricevendo il giorno dopo un significativo omaggio dal Tonight Show, condotto da Jay Leno.

### The Tonight Show starring Johnny Carson

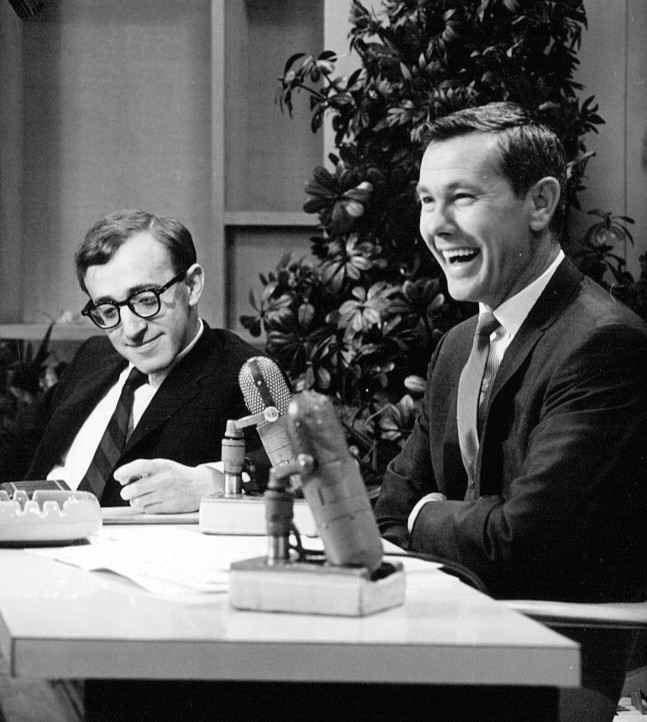
Carson con Woody Allen al Tonight Show nel 1964

Johnny Carson venne scelto come nuovo conduttore dopo diverse fortunate esperienze negli anni precedenti come conduttore di quiz e giochi a premi. Carson, nativo dello Iowa, era già esperto conduttore comico con esperienza di prestidigitazione e spettacoli di magia, ma per ragioni contrattuali non poté occupare il suo ruolo prima del 1º ottobre 1962. Nei mesi di mezzo lo show fu condotto da alcuni conduttori ospiti, come Groucho Marx che introdusse Carson come nuovo conduttore il 1º ottobre. Il successo dell'edizione condotta da Carson fu immenso e il suo programma divenne già dai primi anni il termometro delle tendenze musicali e di costume della società americana, come nessun programma era riuscito a fare prima, né in modo così dirompente; la particolarità dello show di Carson era che esserne ospiti assicurava la quasi certezza di successo immediato negli Stati Uniti, in particolar modo per i giovani talenti comici che conosciamo ancor oggi e che, dopo la loro apparizione al Tonight Show riuscirono a trovare il loro posto nello spettacolo.
Robin Williams, Steve Martin, Richard Pryor, Bill Cosby, David Letterman, Dom DeLuise e Rodney Dangerfield sono solo alcuni dei talenti che Carson lanciò dal suo show. Per i primi dieci anni lo spettacolo rimase a New York, ma nel maggio del 1972 si trasferì a Burbank, vicino a Hollywood. Durante tutto il periodo di Carson il suo annunciatore e braccio destro fu Ed McMahon, ed il suo conduttore musicale fu per la maggior parte del tempo e fino alla fine, Doc Severinsen.
Essendo Johnny Carson anche un discreto prestigiatore e mago, ed un ottimo improvvisatore, egli inseriva in maniera continuativa nelle serate degli intervalli in cui appariva nelle vesti di alcuni personaggi singolari, alcuni dei quali rimasero attivi per lungo tempo nel suo spettacolo, tra cui Carnac l'indovino, la signora dalla parlantina eccessiva, il rozzo taglialegna, ed altri. La popolarità dello show di Carson nel cuore degli americani non venne più raggiunta da nessun altro spettacolo televisivo dopo il suo abbandono nel 1992. Neppure Ed Sullivan (che gestiva un programma di ampio respiro, l'Ed Sullivan Show, negli anni tra il 1948 e il 1971), pur avendo avuto il merito di far conoscere al grande pubblico americano innumerevoli talenti musicali anche europei (tra cui, sopra tutti, i Beatles, i Doors, Elvis Presley e moltissimi altri) era mai riuscito a diventare, come Carson, un "ospite fisso" nelle case americane per oltre 30 anni. Ciò era dovuto al grande carisma personale di Carson e alla sua innata naturalezza e simpatia.

### Ritiro

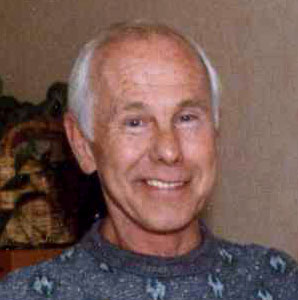
Carson negli anni novanta

Carson si ritirò dal mondo dello spettacolo il 22 maggio 1992, all'età di 66 anni, smettendo il suo ruolo storico di conduttore del Tonight Show. Il suo "pensionamento" fu un evento mediatico notevole, spesso commovente per Carson, i suoi colleghi, e il pubblico, e proseguì per svariato tempo. L'ultima puntata del The Tonight Show condotto da Carson ebbe come ospiti finali Robin Williams e Bette Midler (che cantò una canzone a Johnny).
La NBC scelse Jay Leno come nuovo conduttore dello show, nonostante le preferenze di Carson andassero a David Letterman, che egli considerava il proprio erede. Leno e Letterman entrarono presto in competizione sui loro rispettivi network.

### Apparizioni post-ritiro

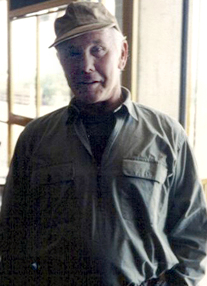
Carson in Tanzania nel 1994

Alla fine dell'ultima puntata del suo Tonight Show, Carson lasciò intendere che, se ispirato, avrebbe potuto tornare con un nuovo progetto. Invece, scelse di ritirarsi completamente dalle scene, concedendo raramente interviste e declinando l'invito a partecipare alle celebrazioni per il 75º anniversario della NBC. Fece qualche apparizione sporadica, incluso un doppiaggio di se stesso ne I Simpson nel 1993, per l'episodio Lo show di Krusty viene cancellato; una telefonata a David Letterman nel corso di una puntata del novembre 1993 del Late Show with David Letterman; e una partecipazione allo speciale della NBC Bob Hope: The First 90 Years del 1993.
Il 13 maggio 1994, Carson apparve a sorpresa al Late Show with David Letterman. Durante una settimana di trasmissione da Los Angeles, Letterman annunciò che un ospite speciale avrebbe portato in studio la "Top Ten Lists", Larry "Bud" Melman (Calvert DeForest). Nell'ultima puntata della settimana, Letterman disse che sarebbe stato Johnny Carson in persona a consegnare la lista. Invece, si presentò nuovamente DeForest, insultò il pubblico (come parte della gag), e se ne andò tra gli applausi. A quel punto Letterman disse che la lista consegnata non era quella giusta, e chiese che la "vera" lista arrivasse in studio. Quindi, finalmente Carson emerse da dietro le quinte (mentre la band di Letterman suonava Johnny's Theme), ricevendo una standing ovation da parte del pubblico in studio. Johnny Carson si sedette dietro la scrivania al posto di Letterman, mentre il pubblico continuava ad acclamarlo. Dopo qualche momento, Carson se ne andò dallo show senza aver proferito parola. In seguito, egli citò una laringite acuta come motivo del suo silenzio. Questa fu l'ultima apparizione televisiva di Johnny Carson.

## Filmografia

### Attore
- Prenotazione annullata (1972)

## Influenze e lascito
Tra gli artisti che più influenzarono lo stile di Carson ci sono: Jack Benny, Red Skelton, Fred Allen, Bob Hope, Groucho Marx e Jack Paar.
A sua volta, Johnny Carson è stato citato come influenza da David Letterman, Jay Leno, Conan O'Brien, Dennis Miller, Bill Maher, Joan Rivers, Larry Wilmore, Ray Romano, Don Rickles, Bob Newhart, Angie Dickinson, Carl Reiner, Mel Brooks, Dick Cavett, David Steinberg, Jerry Seinfeld, Ellen DeGeneres, Garry Shandling, Steve Martin, Arsenio Hall e Jimmy Fallon.
Nel 1977 Brian Wilson dei Beach Boys, suo grande fan, gli dedicò la canzone Johnny Carson.